# Media de Riesz
En matemáticas, las medias de Riesz o la media de Riesz es un tipo de media de los términos de una serie. Esta fue introducida por el matemático Marcel Riesz en 1911 como mejora respecto a la media de Cesàro. La media de Riesz no se debe confundir con la media de Bochner-Riesz y tampoco con la media de Strong-Riesz .

## Definición
Dada una serie {\displaystyle \{s_{n}\}}, la media de Riesz de la serie se puede definir por lo siguiente:
{\displaystyle s^{\delta }(\lambda )=\sum _{n\leq \lambda }\left(1-{\frac {n}{\lambda }}\right)^{\delta }s_{n}}
En ocasiones se define una media de Riesz generalizada:
{\displaystyle R_{n}={\frac {1}{\lambda _{n}}}\sum _{k=0}^{n}(\lambda _{k}-\lambda _{k-1})^{\delta }s_{k}}
Aquí, {\displaystyle \lambda _{n}} son secuencias con {\displaystyle \lambda _{n}\to \infty } y con {\displaystyle \lambda _{n+1}/\lambda _{n}\to 1} cómo {\displaystyle n\to \infty }. Aparte de este, {\displaystyle \lambda _{n}} de otra forma se toman como arbitrarias.
Las medias de Riesz se utilizan bastante a menudo para explorar la sumabilidad de las secuencias; los teoremas de sumabilidad típicos discuten el caso de {\displaystyle s_{n}=\sum _{k=0}^{n}a_{k}} para alguna secuencia {\displaystyle \{a_{k}\}}. Típicamente, una secuencia es sumable cuando el límite {\displaystyle \lim _{n\to \infty }R_{n}} existe, o el límite {\displaystyle \lim _{\delta \to 1,\lambda \to \infty }s^{\delta }(\lambda )} existe, aunque los teoremas de sumabilidad precisos en cuestión a menudo también imponen condiciones adicionales.

## Casos especiales
Sea {\displaystyle a_{n}=1} para todo {\displaystyle n}. Entonces, se tiene que:
{\displaystyle \sum _{n\leq \lambda }\left(1-{\frac {n}{\lambda }}\right)^{\delta }={\frac {1}{2\pi i}}\int _{c-i\infty }^{c+i\infty }{\frac {\Gamma (1+\delta )\Gamma (s)}{\Gamma (1+\delta +s)}}\zeta (s)\lambda ^{s}\,ds={\frac {\lambda }{1+\delta }}+\sum _{n}b_{n}\lambda ^{-n}.}
Aquí, se debe de tomar {\displaystyle c>1}; {\displaystyle \Gamma (s)} es la función gamma y {\displaystyle \zeta (s)} es la función zeta de Riemann. La serie de potencias, pues,
{\displaystyle \sum _{n}b_{n}\lambda ^{-n}}
se puede llegar a demostrar de que es convergente por {\displaystyle \lambda >1}. Tenga en cuenta que la integral es de la forma de una transformada de Mellin inversa.
Otro caso interesante relacionado con la teoría de números surge con la toma de medidas {\displaystyle a_{n}=\Lambda (n)}, donde {\displaystyle \Lambda (n)} es la función de Von Mangoldt . Entonces:
{\displaystyle \sum _{n\leq \lambda }\left(1-{\frac {n}{\lambda }}\right)^{\delta }\Lambda (n)=-{\frac {1}{2\pi i}}\int _{c-i\infty }^{c+i\infty }{\frac {\Gamma (1+\delta )\Gamma (s)}{\Gamma (1+\delta +s)}}{\frac {\zeta ^{\prime }(s)}{\zeta (s)}}\lambda ^{s}\,ds={\frac {\lambda }{1+\delta }}+\sum _{\rho }{\frac {\Gamma (1+\delta )\Gamma (\rho )}{\Gamma (1+\delta +\rho )}}+\sum _{n}c_{n}\lambda ^{-n}.}
De nuevo, es necesario tomar c > 1. La suma sobre ρ es la suma sobre los ceros de la función zeta de Riemann, y
{\displaystyle \sum _{n}c_{n}\lambda ^{-n}\,}
es convergente para λ > 1.
Las integrales que se producen aquí son muy similares a la integral de Nørlund-Rice; muy aproximadamente, estas se pueden llegar a conectar a esta integral mediante la fórmula de Perron.